# František Šulc (Handballspieler, 1978)
František Šulc (* 13. Dezember 1978 in Trnava, Tschechoslowakei) ist ein ehemaliger slowakischer Handballspieler, der zumeist auf Rückraum links eingesetzt wurde.
Der 1,86 m große und 90 kg schwere Rechtshänder begann mit dem Handballspiel in seiner Heimatstadt beim HK 47 Trnava. Nach Stationen bei HK Topol’cany und TJ Štart Nové Zámky lief er für ŠKP Bratislava auf, mit dem er im EHF-Pokal 1998/99 und im Europapokal der Pokalsieger 1999/2000 spielte. 2000 gewann er den slowakischen Pokal. 2004 schloss er sich dem deutschen Zweitligisten SG Leutershausen an. Nach zwei Jahren verpflichtete ihn die TSG Friesenheim, die er nach nur einer Saison Richtung HSG Düsseldorf verließ.
Nach dem Abstieg der HSG wechselte er zur Saison 2010/11 zum ungarischen Verein Pick Szeged, der hinter MKB Veszprém dreimal die Vizemeisterschaft feierte. Mit Szeged erreichte er auch das Achtelfinale der EHF Champions League 2010/11 und 2012/13 und war mehrfach mit über 60 Treffern bester Torschütze seiner Mannschaft im Wettbewerb. Im Februar 2014 unterschrieb Šulc einen Vertrag bis 2015 beim Qatar Lekhwiya Sports Club im Katar.
Mit der Slowakischen Nationalmannschaft nahm František Šulc an der Europameisterschaft 2008 sowie den Weltmeisterschaften 2009 und 2011 teil. Er bestritt mindestens 60 Länderspiele, in denen er 249 Tore erzielte.